# Wolfgang Staudte
Wolfgang Staudte (9 de octubre de 1906 - 19 de enero de 1984) fue un director, actor y guionista de nacionalidad alemana. Considerado como uno de los directores de cine alemanes más importantes de la posguerra, también fue actor de voz.

## Biografía

### Hasta 1945
Su nombre completo era Wolfgang Georg Friedrich Staudte, y nació en Saarbrücken, Alemania, siendo sus padres los actores Fritz Staudte y Mathilde Firmans. Criado en Berlín, consiguió el certificado de estudios Mittlere Reife a mediados de 1923, tras lo cual aprendió mecánica de automóviles. Completó dos años de estudios de ingeniería de la Academia Fachhochschule Oldenburg, y otros dos años de prácticas en Mercedes-Benz y en Hansa-Lloyd. A partir de 1926 trabajó en el teatro como extra, y más tarde actuó en el Teatro Volksbühne de Berlín.
En 1930 Wolfgang Staudte dio voz al Soldado Franz Kemmerich en el doblaje al alemán de la película estadounidense Sin novedad en el frente, un film que en gran medida influyó en el joven Staudte. En 1933 se le revocó el permiso para trabajar como actor, aunque sí continuó como actor de voz y locutor.
Su carrera como director empezó en los años 1930, trabajando para la productoraTobis-Tonbild-Syndikat. De nuevo volvió a actuar, interviniendo, entre otras películas, en la cinta de propaganda dirigida por Veit Harlan El judío Süß (1940). Dirigió su primer largometraje, Akrobat Schööön!, en 1942/43. En 1944 se prohibió otra película de Staudte, tras lo cual perdió su exención del servicio militar. Solo la intervención del director del Teatro Schiller de Berlín, Heinrich George, evitó que fuera al frente.

### A partir de 1945
En los primeros años tras el final de la Segunda Guerra Mundial, Staudte se ganó el aprecio de la crítica. Con la supervisión de la Administración Militar Soviética en Alemania y bajo la producción de Deutsche Film AG, Staudte rodó Die Mörder sind unter uns en 1946, uno de los primeros filmes alemanes de la posguerra. En los años siguientes, y desde la fundación de los dos estados alemanes hasta 1955, trabajó principalmente para la Deutsche Film AG de la República Democrática Alemana, como fue en el caso de Rotation (1948/1949) y El súbdito (1951), la primera cinta de las cuales iba a ser dirigida por Falk Harnack. En ambas películas Staudte atacaba la estrechez de miras de los ciudadanos apolíticos alemanes. Tras el estreno de El súbdito, Der Spiegel le llamó „político de cabeza de niño“ y „pacifista confundido“. La película fue totalmente prohibida en la República Federal Alemana, no siendo permitida su visualización íntegra hasta 1971. Staudte instó al Ministerio del Interior, durante el rodaje en 1952 de Gift im Zoo, a firmar un compromiso para no trabajar con la DEFA. La autorización no llegó, por lo cual abandonó el proyecto de Die Geschichte vom kleinen Muck. La película Gift im Zoo fue acabada por Hans Müller. 
En 1955 Staudte dejó la DEFA, permeneciendo de manera definitiva en la República Federal Alemana. Una de las probables razones para su cambio de trayectoria fue su decepción por el comportamiento de la DEFA en su conflicto con Bertolt Brecht y Helene Weigel sobre la adaptación cinematográfica de la obra teatral Madre Coraje y sus hijos.
En Occidente se le presentó la oportunidad de poder dedicarse a la crítica social. Entre 1958 y 1960 se dedicó, junto a Harald Braun y Helmut Käutner, a la compañía Freie Filmproduktion GmbH. En 1958 se casó con la actriz Ingmar Zeisberg, con la que convivió hasta 1964. En 1959 dirigió Rosen für den Staatsanwalt, un nuevo éxito de crítica y público, y un raro ejemplo de la crítica al pasado nazi en una película occidental alemana de la época. La cinta le valió en 1960 el Premio del Cine Alemán.
En 1964 Staudtes estrenó Herrenpartie, un film bélico que fue rechazado por el público y la crítica.
Tras el Manifiesto de Oberhausener, en el cual una nueva generación de cineastas alemanes reclamaban componer un nuevo cine alemán, Staudte se centró más en la televisión, rodando en este medio su primera producción, Rebellion, en 1962.
El año 1968 Staudte produjo para Produktionsgesellschaft Cineforum GmbH la cinta Heimlichkeiten, que fue un fracaso, y que le obligó a continuar trabajando para la televisión, un medio por el cual no sentía demasiado interés, a fin de superar sus pérdidas económicas.
Staudte dirigió en 1972, en nombre de Stanley Kubrick, el doblaje del film A Clockwork Orange. 
Para la televisión dirigió, entre otros, numerosos episodios de las series criminales Tatort y Der Kommissar, y fue responsable de las producciones de la ZDF Der Seewolf (1971) y Lockruf des Goldes (1975). En 1977 también dirigió la serie en 8 episodios MS Franziska, sobre la vida de un barquero en el Rhin.
Fue galardonado con una Filmband in Gold en 1975 por su dedicación al cine alemán, y en 1978 recibió la Gran Cruz del Mérito de la Orden del Mérito de la República Federal de Alemania. Hasta su muerte, Staudte vivió en Steglitz. El cineasta falleció en 1984 en Maribor, Yugoeslavia, actualmente Eslovenia, a causa de una insuficiencia cardiaca, mientras trabajaba en la serie Der eiserne Weg. Las cenizas de Wolfgang Staudte se esparcieron en el Mar del Norte.

## Filmografía

### Actor
| - 1929 : Ins Blaue hinein - 1930 : El ángel azul - 1930 : Sin novedad en el frente - 1931 : Gassenhauer - 1932 : Geheimnis des blauen Zimmers - 1932 : Tannenberg - 1933 : Der Choral von Leuthen - 1933 : Heimkehr ins Glück - 1933 : Großfürstin Alexandra - 1934 : Kuddelmuddel - 1934 : Die Bande vom Hoheneck - 1934 : Schwarzer Jäger Johanna - 1934 : Pechmarie - 1936 : Susanne im Bade - 1936 : Stärker als Paragraphen - 1936 : Der Kaiser von Kalifornien - 1937 : Togger - 1937 : Gleisdreieck - 1938 : Spiel im Sommerwind - 1938 : Mordsache Holm | - 1938 : Am seidenen Faden - 1938 : Pour le Mérite - 1938 : Lauter Lügen - 1939 : Legion Condor - 1939 : Evtl. spätere Heirat nicht ausgeschlossen - 1939 : Drei Unteroffiziere - 1939 : Die Fremde Frau - 1939 : D III 38 - 1939 : Das Gewehr über - 1939 : Brand im Ozean - 1940 : Aus erster Ehe - 1940 : Beates Flitterwoche - 1940 : El judío Süß - 1941 : Blutsbrüderschaft - 1941 : ...reitet für Deutschland - 1941 : Jungens - 1941 : Friedemann Bach - 1941 : Sechs Tage Heimaturlaub - 1942 : Das Große Spiel - 1958 : Pezzo, capopezzo e capitano |

### Director
| - 1933 : Jeder hat mal Glück - 1936 : Zwischen Sahara und Nürburgring - 1937 : Deutsche Siege in drei Erdteilen - 1941 : Ins Grab kann man nichts mitnehmen - 1942 : Aus eins mach' vier - 1943 : Akrobat Schööön! - 1944 : Der Mann, dem man den Namen stahl - 1944 : Ich habe von dir geträumt - 1945 : Das Mädchen Juanita - 1946 : Die Mörder sind unter uns - 1948 : Die Seltsamen Abenteuer des Herrn Fridolin B. - 1949 : Rotation - 1949 : Schicksal aus zweiter Hand - 1950 : Die Treppe - 1951 : A Tale of Five Cities - 1951 : El súbdito - 1952 : Gift im Zoo - 1953 : Die Geschichte vom kleinen Muck - 1954 : Leuchtfeuer - 1955 : Ciske, Ein Kind braucht Liebe - 1955 : Ciske de Rat - 1955 : Mutter Courage und ihre Kinder - 1957 : Rose Bernd - 1958 : Madeleine und der Legionär - 1958 : Pezzo, capopezzo e capitano - 1958 : Der Maulkorb - 1959 : Rosen für den Staatsanwalt - 1960 : Kirmes - 1960 : Der Letzte Zeuge - 1962 : Die Dreigroschenoper - 1962 : Die Rebellion (TV) - 1962 : Die Glücklichen Jahre der Thorwalds - 1964 : Herrenpartie | - 1964 : Das Lamm - 1966 : Der Fall Kapitän Behrens (TV) - 1966 : Ganovenehre - 1968 : Die Klasse (TV) - 1968 : Heimlichkeiten - 1970 : Die Herren mit der weißen Weste - 1970 : Die Gartenlaube (TV) - 1970 : Die Person (TV) - 1971 : Fluchtweg St. Pauli - Großalarm für die Davidswache - 1971 : Der Seewolf (serie TV) - 1972 : Razbunarea - 1972 : Verrat ist kein Gesellschaftsspiel (TV) - 1972 : Marya Sklodowska-Curie. Ein Mädchen, das die Welt veränderte (TV) - 1973 : Nerze nachts am Straßenrand (TV) - 1974 : Ein Fröhliches Dasein (TV) - 1975 : Lehmanns Erzählungen (TV) - 1975 : Schließfach 763 (TV) - 1975 : Lockruf des Goldes (serie TV) - 1976 : Um zwei Erfahrungen reicher (TV) - 1976 : Prozeß Medusa (TV) - 1978 : Der Eiserne Gustav (serie TV) - 1978 : Feuerwasser (TV) - 1978 : Das Verschollene Inka-Gold (TV) - 1978 : Zwischengleis - 1982 : Die Pawlaks - Eine Geschichte aus dem Ruhrgebiet (serie TV) - 1983 : Nordlichter: Geschichten zwischen Watt und Wellen (serie TV) - 1983 : Satan ist auf Gottes Seite (TV) - 1984 : Der Eiserne Weg (serie TV) - 1984 : Der Snob (TV) |

### Guionista
| - 1933 : Jeder hat mal Glück - 1936 : Zwischen Sahara und Nürburgring - 1937 : Deutsche Siege in drei Erdteilen - 1941 : Ins Grab kann man nichts mitnehmen (3. Fassung) - 1941 : Ins Grab kann man nichts mitnehmen - 1942 : Aus eins mach' vier - 1943 : Akrobat Schööön! - 1946 : Die Mörder sind unter uns - 1948 : Die Seltsamen Abenteuer des Herrn Fridolin B. - 1949 : Rotation - 1949 : Schicksal aus zweiter Hand - 1951 : Der Untertan - 1953 : Die Geschichte vom kleinen Muck | - 1954 : Leuchtfeuer - 1955 : Mutter Courage und ihre Kinder - 1955 : Ciske - Ein Kind braucht Liebe - 1955 : Ciske de Rat - 1958 : Pezzo, capopezzo e capitano - 1960 : Kirmes - 1962 : Die Dreigroschenoper - 1962 : Die Rebellion (TV) - 1968 : Heimlichkeiten - 1970 : Die Gartenlaube (TV) - 1984 : Der Snob (TV) |

## Premios y distinciones
Festival Internacional de Cine de Venecia
| Año  | Categoría     | Película     | Resultado |
| ---- | ------------- | ------------ | --------- |
| 1955 | León de Plata | Ciske de Rat | Ganador   |

- 1951: Premio Nacional de la República Democrática Alemana por Der Untertan
- 1951: Festival Internacional de Cine de Karlovy Vary: Premio de la lucha por el progreso socialista por Der Untertan
- 1960: Festival Internacional de Cine de Karlovy Vary: Gran Premio por Rosen für den Staatsanwalt
- 1975: Filmband in Gold por su trayectoria en el cine alemán
- 1979: Festival Internacional de Cine de Moscú: Distinción por Zwischengleis
- 1978: Gran Cruz del Mérito de la Orden del Mérito de la República Federal de Alemania
- 1984: Premio Helmut Käutner a título póstumo
- 2011: Estrella en el Boulevard de las Estrellas de Berlín